# Christo Botev
Christo Botev (Христо Ботев), född 1848 i byn Kalofer, död 1 juni 1876, bulgarisk frihetskämpe och skald. 
Christo Botev var son till en skollärare. Han relegerades från gymnasiet i Odessa 1865 och levde ett äventyrligt ungdomsliv med andra bulgariska emigranter, mestadels i rumänska städer. Under kortare tider var han verksam som skollärare. Han skrev också dikter. Botev arbetade också som skådespelare, sättare, redaktör med mera och utgav två revolutionärt socialistiska tidningar. Våren 1876 hade Botev en ledande roll i aprilupproret, ett misslyckat försök till uppror mot det Osmanska riket. Under detta stupade han också den 1 juni. 
Botev kom att äras i Bulgarien som frihetsmartyr. Hans politiska skriftställeri utövade stort inflytande. På det religiösa området bekämpade han det grekiska prästerskapets makt i Bulgarien. Han hade sin styrka i sarkasm och bitter satir, och gav stadga åt den bulgariska prosan, som höll på att utvecklas vid denna tid. De flesta av Botevs dikter är halvt lyriska hjältedikter, patriotiska och hållna i den bulgariska folkpoesins ton. Bland hans mest kända verk återfinns Chadzji Dimităr (Хаджи Димитър, 1873) och Till min mor (Majtse si, Майце си, 1867).